# سیمخا بلاس
سیمخا بلاس (عبری: שמחה בלאס‎؛ ۲۷ نوامبر ۱۸۹۷ – ۱۸ ژوئیهٔ ۱۹۸۲) مهندس عمران، و مهندس اهل اسرائیلی- لهستانی بود. او به کمک فرزندش یشایاو روش آبیاری قطره‌ای را ابداع کرد.

## زندگی‌نامه
او در ورشو به دنیا آمده بود، ورشو در آن زمان جزویی از امپراطوری روسیه بود. مذهب خانواده او ارتدکس یهودی بود. در زمره گروهی بود که از یهودیان لهستان در خلال جنگ جهانی اول حمایت می‌کردند. تحصیلات مهندسی اون در میان نبرد لهستان و شوروی ناتمام ماند و او تنها پس از پایان جنگ توانست آن را به اتمام برساند. او توسط ارتش لهستان استخدام شد و برای آن‌ها ابزای برای اندازه‌گیری جهت و شدت باد اختراع کرد.

## مهندسی آب در یی‌شو و اسراییل
در خلال سال‌های ۱۹۳۰ تا ۱۹۴۸ او شناخته‌ترین مهندس آب در یشوب فلسطین بود. او اولین مجرای آب مدرن در رود اردن را طراحی کرد. او یکی از بنیان‌گذاران شرکت آب مکوروت بود. او در سال ۱۹۴۶ خطوط لوله انتقال در صحرای نگب را طراحی کرد. او در اوایل دهه ۱۹۳۰ متوجه خشک‌سالی اسراییل شد در حل این مشکل سیستم آبیاری قطره‌ای را برای حل معضل کم‌آبی اختراع کرد که همکنون در ۱۵۰ کشور جهان مورد استفاده است.او در مصاحبه ای در سال ۱۹۷۸ توضیح میده که جرقهٔ این کشف چطور به وجود آمد: من یکبار چشمم به یکسری درخت افتاد که در طول یک نرده رشد کرده بودند یکی شون به طرز شگفت انگیزی بزرگتر از بقیه بود اینجا بود که من متوجه نشتی لوله آبی شدم که از کنار این درخت رد می‌شد